# Zacoleus idahoensis
Zacoleus idahoensis är en snäckart som beskrevs av Henry Augustus Pilsbry 1903. Zacoleus idahoensis ingår i släktet Zacoleus och familjen skogssniglar. Inga underarter finns listade i Catalogue of Life.